# روني ويلش
روني ويلش (بالإنجليزية: Ronnie Welch)‏ هو لاعب كرة قدم بريطاني في مركز الوسط، ولد في 26 سبتمبر 1952 في تشيسترفيلد في المملكة المتحدة. لعب مع برايتون أند هوف ألبيون ونادي بيرنلي ونادي تشيسترفيلد.